# Sałtakjał
Sałtakjał (ros. Салтакъял) – wieś (sieło) w Rosji, w Mari El, w rejonie kużenierskim. W 2021 liczyła 399 mieszkańców.